# Gradient
Trong giải tích vectơ, gradient của một trường vô hướng là một trường vectơ có chiều hướng về phía mức độ tăng lớn nhất của trường vô hướng, và có độ lớn là mức độ thay đổi lớn nhất.
Giả sử {\displaystyle f} là một hàm số từ {\displaystyle \mathbb {R} ^{n}} đến {\displaystyle \mathbb {R} } nghĩa là {\displaystyle f=f(x_{1},\ldots ,x_{n})}
Theo định nghĩa, gradient của hàm số f là một vectơ cột mà thành phần là đạo hàm theo các biến của {\displaystyle f}:
{\displaystyle \nabla f=\left({\frac {\partial f}{\partial x_{1}}},\dots ,{\frac {\partial f}{\partial x_{n}}}\right)^{T}}

## Ví dụ
Ví dụ, nhiệt độ trong một căn phòng được cho bởi một trường vô hướng {\displaystyle T}, sao cho tại mỗi điểm {\displaystyle (x,y,z)} nhiệt độ là {\displaystyle T(x,y,z)} (giả thiết rằng nhiệt độ không thay đổi theo thời gian). Trong trường hợp này, tại mỗi điểm trong căn phòng, gradient của T tại điểm đó cho biết hướng mà theo đó nhiệt độ tăng lên nhanh nhất. Độ lớn của gradient cho biết nhiệt độ thay đổi nhanh đến mức nào nếu ta đi theo hướng đó.
Trong một ví dụ khác, một ngọn đồi có độ cao so với mực nước biển tại điểm {\displaystyle (x,y)} là {\displaystyle H(x,y)}. Gradient của {\displaystyle H} tại mỗi điểm là một vectơ chỉ theo hướng dốc nhất tại điểm đó. Độ dốc của dốc này được cho biết bởi độ lớn của vectơ gradient.
Gradient còn có thể được dùng để đo sự thay đổi của một trường vô hướng theo những hướng khác, không chỉ hướng có sự thay đổi lớn nhất, bằng cách lấy tích điểm. Trong ví dụ ở trên, giả sử dốc lên đồi dốc nhất là 40%. Nếu một con đường đi thẳng lên đồi thì đoạn dốc nhất trên con đường đó cũng là 40%. Nếu thay vì đi thẳng, con đường này đi vòng quanh đồi theo một góc, nó sẽ kém dốc hơn.